# L'Empereur Maximilien Ier
L'Empereur Maximilien Ier est une gravure sur bois réalisée vers 1518-1519 par l'artiste de la Renaissance allemande Albrecht Dürer (1471-1528).

## Histoire
Maximilien Ier empereur du Saint-Empire, qui a un féroce appétit pour sa propre image, a compris tout l'intérêt de la gravure au bénéfice de sa propre propagande. Il s'attache donc les services du plus grand artiste de son temps, qui ne fut cependant jamais un artiste de cour. Cette imminente protection change néanmoins la carrière de Dürer : en 1511, il obtient ainsi un privilège impérial pour la publication de La Vie de la Vierge et de la Grande Passion, afin de décourager les copies frauduleuses.
Le prince et l'artiste se rencontrent lors de la visite impériale à Nuremberg entre le 4 février et le 21 avril 1512. Dürer participe ensuite à l'entreprise gravée de l'Arc de triomphe de Maximilien, du Char triomphal gravé, au décor du livre de prières de Maximilien, etc. L'empereur souhaite également être portraituré par le maître ; il pose pour lui lors de la Diète d'Empire à Augsbourg de 1518, dans ses propres appartements, comme l'indique l'inscription portée par Dürer sur un dessin à la craie, préparatoire à cette gravure (musée du palais Albertina).
C'est le seul portrait avec le Portrait d'Ulrich Varnbüler, que Dürer ait gravé sur bois .

## Description
Exécuté d'après nature et ne comportant pas de monogramme, ce portrait sans ostentation montre Maximilien en habit de cour orné du collier de l'ordre de la Toison d'or, le chef couvert d'un chapeau à l'enseigne de la Vierge à l'Enfant, signe de sa piété. Le cadrage serré, en buste, et les contours puissants lui confèrent présence et dignité. L'empereur, pensif, peut-être un peu las, détourne le regard.
L'ornement de cette image somme toute assez sobre se résume à la large inscription à l'antique faisant de Maximilien l'héritier des Césars de l'empire romain.

## Diffusion
Cette gravure devint le quasi-portrait officiel de l'empereur, largement diffusé après sa mort, comme l'attestent quatre matrices d'époque conservées ou les tableaux qui en sont inspirés.